# Episodi di Nashville (prima stagione)
La prima stagione della serie televisiva Nashville è stata trasmessa sulla rete ABC dal 10 ottobre  2012 al 22 maggio 2013; l'episodio pilota era già stato distribuito online su Hulu ed iTunes.
In Italia, la stagione va in onda in prima visione satellitare su Fox Life, canale a pagamento della piattaforma Sky,  dall'11 novembre 2013 al 27 gennaio 2014.
| nº | Titolo originale                                | Titolo italiano             | Prima TV USA     | Prima TV Italia  |
| -- | ----------------------------------------------- | --------------------------- | ---------------- | ---------------- |
| 1  | Pilot                                           | Rivalità                    | 10 ottobre 2012  | 11 novembre 2013 |
| 2  | I Can't Help It (If I'm Still in Love with You) | Risvegliare i ricordi       | 17 ottobre 2012  | 11 novembre 2013 |
| 3  | Someday You'll Call My Name                     | L'ombra del passato         | 24 ottobre 2012  | 18 novembre 2013 |
| 4  | We Live in Two Different Worlds                 | Tutto può finire            | 31 ottobre 2012  | 18 novembre 2013 |
| 5  | Move It on Over                                 | Rapporti difficili          | 7 novembre 2012  | 25 novembre 2013 |
| 6  | You're Gonna Change (Or I'm Gonna Leave)        | Gioco sporco                | 14 novembre 2012 | 25 novembre 2013 |
| 7  | Lovesick Blues                                  | Blues d'amore               | 28 novembre 2012 | 2 dicembre 2013  |
| 8  | Where He Leads Me                               | A prova di scandalo         | 5 dicembre 2012  | 2 dicembre 2013  |
| 9  | Be Careful of Stones That You Throw             | Decisioni impulsive         | 9 gennaio 2013   | 9 dicembre 2013  |
| 10 | I'm Sorry for You My Friend                     | Accontentarsi è difficile   | 16 gennaio 2013  | 9 dicembre 2013  |
| 11 | You Win Again                                   | Il coraggio di ricominciare | 23 gennaio 2013  | 16 dicembre 2013 |
| 12 | I've Been Down That Road Before                 | Non si torna più indietro   | 6 febbraio 2013  | 16 dicembre 2013 |
| 13 | There'll Be No Teardrops Tonight                | Nemmeno una lacrima         | 13 febbraio 2013 | 23 dicembre 2013 |
| 14 | Dear Brother                                    | Festa a sorpresa            | 27 febbraio 2013 | 23 dicembre 2013 |
| 15 | When You're Tired of Breaking Other Hearts      | Cuori spezzati              | 27 marzo 2013    | 6 gennaio 2014   |
| 16 | I Saw the Light                                 | Scelte importanti           | 3 aprile 2013    | 6 gennaio 2014   |
| 17 | My Heart Would Know                             | Rivelazioni                 | 10 aprile 2013   | 13 gennaio 2014  |
| 18 | Take These Chains from My Heart                 | Vivere il momento           | 1º maggio 2013   | 13 gennaio 2014  |
| 19 | Why Don't You Love Me                           | Al cuore non si comanda     | 8 maggio 2013    | 20 gennaio 2014  |
| 20 | A Picture from Life's Other Side                | Proteggere un segreto       | 15 maggio 2013   | 20 gennaio 2014  |
| 21 | I'll Never Get Out of This World Alive          | La vita che mi hai rubato   | 22 maggio 2013   | 27 gennaio 2014  |